# スパイダーウィック家の謎
『スパイダーウィック家の謎』（The Spiderwick Chronicles）は、2004年発売のホリー・ブラック作の小説。

## 概要
作者はホリー・ブラック、絵はトニー・ディテルリッジ。文溪堂より飯野眞由美の翻訳により全5巻が出版されている。
1. 人間、見るべからず
2. 魔法の石をさがせ
3. エルフとの約束
4. ドワーフと鉄の森
5. オーガーの宮殿へ

## あらすじ
古びたスパイダーウィック屋敷に引っ越したマロリー、ジャレッド、サイモンの三人兄弟。しかし、壁の中から奇妙な音が聞こえたり、いつの間にかあざができていたり…。そんな中、ジャレッドは、屋敷の隠し部屋で謎の書を見つける。その書には、妖精の秘密がすべて書かれていた!そしてつぎつぎと起こる不思議で危険な出来事。誰かがこの書を狙っているのか?そして、屋敷に隠された秘密とは…?

## 主な登場人物
- ジャレッド・グレース　　ちょっとひねくれた所もあるが意志が強い。謎の書を奪おうとする妖精たちに知恵と勇気で立ち向かっていく。
- マロリー・グレース　　ジャレッドとサイモンの姉。フェンシングの達人。
- サイモン・グレース　　ジャレッドの双子の兄。生き物が好き。
- アーサー・スパイダーウィック　　グレース家の三人の子達が見つけた謎の書の作者。すべての謎の鍵を握る人物?
- グレース婦人　　ジャレッドたちの母親。

## 映画・ドラマ化
2008年に『スパイダーウィックの謎』というタイトル名でパラマウント・ピクチャーズから映画化された。
2021年にウォルト・ディズニー・カンパニーは本作品のテレビドラマ化を発表した。パラマウント・テレビジョンと20th テレビジョンが共同製作し、同社傘下の定額制動画配信サービスであるDisney+にて配信公開される予定だったが、撮影完了後の2023年8月、本作品の配信を行わないことを発表した。